# Selkie
Bản mẫu:Selkie
Selkie (tên khác: silkie, sylkie, selchie) hay Người Selkie (Selkie Folk) (tiếng Scots: selkie fowk) có nghĩa là "Người hải cẩu" là sinh vật thần thoại có khả năng biến thành người. Họ có thể thay đổi hình dạng từ hải cẩu thành con người bằng cách cởi bỏ lớp da của mình.
Selkie được kể lại trong các câu chuyện dân gian của Scotland, bắt nguồn chủ yếu từ quần đảo Orkney và quần đảo Shetland.
Các câu chuyện này thường xoay quanh những selkie nữ bị bắt làm vợ của con người bởi người đó đã đánh cắp và giấu đi lớp da hải cẩu của họ. Mô - típ của các câu chuyện này giống với câu chuyện về tiên nữ thiên nga.
Trong khi "selkie" được coi là một thuật ngữ thích hợp cho hình tượng theo kiểu người - thú này (theo một nhà nghiên cứu truyện dân gian người Scotland), một nghiên cứu ở Shetland chỉ ra rằng hình tượng này chỉ đơn thuần là người cá (mermen) hay nàng tiên cá (merwomen).
Trong một số câu chuyện ở Ireland, nàng tiên cá (merrow) được xem như một selkie: nửa hải cẩu, nửa người.

## Thuật ngữ
Từ "selkie" (tiếng Scotland) bắt nguồn từ thuật ngữ selch, có nghĩa chính xác là "hải cẩu xám" (Halichoerus grypus). Các từ đồng nghĩa gồm: selky, seilkie, sejlki, silkey, saelkie, sylkie.
Theo Alan Bruford, thuật ngữ "selkie" nên được xem là "hải cẩu", dù có hay không sự chuyển hóa thành hình dạng con người.
W. Traill Dennison khẳng định "selkie" là thuật ngữ chỉ hình tượng nửa người - nửa hải cẩu, khác với người cá, và rằng Samuel Hibbert đã sai khi đánh đồng "selkie" với "mermen" hay "mermaid" .Tuy nhiên, khi các nền văn hóa Bắc Âu khác được kiểm chứng, nhiều học giả Iceland cũng đồng ý với quan điểm selkie nữ cũng được gọi là "merfolk"(marmennlar).
Có vẻ như cũng có một vài sự nhầm lẫn giữa selkie và finfolk. Hiện tượng này chỉ tồn tại ở Shetland (theo Dennison). Ở Orkney, selkie khác với finfolk: nơi ở của selkie dưới đáy biển chứ không phải là một "Finfolk-a-heem"; Quan điểm này tuy được Ernest Marwick đồng tình nhưng lại bị phản đối bởi Bruford.
Có ý kiến cho rằng Finns là cũng là thuật ngữ để chỉ selkie: "Finns" (đồng nghĩa với finfolk) là một từ tiếng Shetland dùng để chỉ những sinh vật dưới biển có khả năng cởi bỏ lớp da hải cẩu để biến thành người.
Thuật ngữ trong tiếng Gael
Trong các câu chuyện của người Gaels, những thuật ngữ dành cho selkie hiếm khi được sử dụng bởi họ không phân biệt giữa selkie và người cá. Các thuật ngữ gần với selkie trong tiếng Gael Scotland thường là maighdeann-mhara, trong tiếng Ireland là maighdean mhara, trong tiếng Man là moidyn varrey ("trinh nữ của biển" hay người cá). Thuật ngữ duy nhất chuyên dùng để chỉ selkie là maighdeann-ròin, nghĩa là "thiếu nữ hải cẩu" nhưng thuật ngữ này rất hiếm khi được dùng

## Những câu chuyện dân gian ở Scotland
Nhiều câu chuyện dân gian về selkie đã được sưu tầm ở Quần đảo phía bắc (Orkney và Shetland).
Trong các truyền thuyết ở Orkney, selkie là những con hải cẩu có kích thước lớn hơn hải cẩu xám, có thể biến thành người. Chúng còn được gọi là "người hải cẩu" (selkie folk). Loài hải cẩu lớn này có thể nhìn thấy ở nhiều hòn đảo, gồm hải cẩu Greenland (hay còn gọi là hải cẩu Harp) và hải cẩu mào (hooded seal). Ở Shetland, người cá được cho là do những con hải cẩu lớn biến thành và được gọi là"Haaf-fish".

### Selkie và chuyện tình với con người
Có một mô-típ điển hình trong các câu chuyện dân gian: một người đàn ông loài người bị quyến rũ bởi vẻ đẹp của một selkie nữ (trong dạng người). Anh ta đánh cắp lớp da hải cẩu cô để cô không thể trở về biển cả, buộc cô trở thành vợ mình. Nhưng trong lòng selkie lại luôn hướng về biển cả, luôn mong được trở về. Người vợ selkie có thể sẽ sinh cho người chồng loài người một vài đứa con, nhưng một khi đã tìm thấy tấm da của mình, cô sẽ lập tức trở về với biển, bỏ lại con mình. Trong một vài câu chuyện, đứa con sẽ biết được nơi cất giấu tấm da hải cẩu hoặc đôi khi, selkie đó đã kết hôn với một selkie khác rồi. Cho dù trong các phiên bản dành cho trẻ em, selkie thường trở lại thăm gia đình trên đất liền mỗi năm một lần, nhưng trong hầu hết các câu chuyện, cô ấy sẽ ra đi mãi mãi.
Trong một phiên bản, người chồng loài người sẽ không bao giờ nhìn thấy selkie nữa (ít nhất là trong dạng người), nhưng đứa con đôi lúc sẽ nhìn thấy một con hải cẩu lớn từ phía xa đang hướng về phía mình với vẻ buồn bã
Selkie nam được miêu tả là rất đẹp trai khi ở dạng người và có sức thu hút rất lớn với phụ nữ. Họ thường tìm đến những người phụ nữ bất mãn với cuộc sống của mình, ví dụ như vợ người đánh cá đang chờ chồng trên bãi biển Trong một mô-típ phổ biến về một nàng "Ursilla" của Orkney ("Ursilla" chỉ là biệt hiệu), khi muốn tìm đến một selkie nam, nàng chỉ cần nhỏ bảy giọt nước mắt xuống biển.
Đứa trẻ được sinh ra giữa selkie và con người thì tay có thể có màng bơi. Trong các câu chuyện ở Shetland, selkie sinh ra con có "một lớp màng mỏng giữa những ngón tay" hay "Ursilla" khi có con với selkie nam sẽ sinh ra những đứa trẻ tay có màng, những ngón chân làm bằng sừng và thường bị cắt đi. Một số người trong thực tế thực sự đã có những đặc điểm có những đặc điểm di truyền này (theo Walter Traill Williams).

### Một số mô típ về selkie nam
Một số truyền thuyết kể rằng selkie có thể biến thành người khi thủy triều lên, nhưng những người kể chuyện dân gian lại không đồng ý về điểm này Trong những tin đồn về Ursilla, selkie nam hứa sẽ đến thăm cô khi dòng thủy triều mùa xuân (spring tide) xuất hiện. Trong bản ballad The Great Silkie of Sule Skerry, các selkie nam hứa sẽ trở lại 7 năm một lần; số 7 là con số phổ biến trong các bản ballad.
Theo một phiên bản, selkie chỉ có thể biến thành người 7 năm một lần bởi họ là những linh hồn tội lỗi. Có ý kiến cho rằng là selkie có thể là con người đã từng phạm phải lỗi làm nghiêm trọng hoặc thiên thần bị rơi xuống từ thiên đàng,.

### Các quan niệm tín ngưỡng
Có một thời kỳ mà cư dân ở Scotland đã giết hải cẩu để lấy mỡ và da, mặc dù họ cho rằng nếu giết chết hải cẩu sẽ đem lại điều bất hạnh. Chỉ khi đường cùng, người Scotland Isles mới cả gan giết selkie để lấy da và mỡ.
Ernest Marwick đã thuật lại câu chuyện của những người chăn cừu trên những hòn đảo ở Orkney: Vào mùa hè nọ, một người chăn cừu đưa bảy con cừu đến hòn đảo rộng lớn nhất để chăn dắt. Trên đường về nhà, ông ta đã giết một con hải cẩu. Đêm hôm đó, tất cả cừu của người đàn ông kia đều biến mất, trong khi cừu của những người khác thì lại không.

## Những câu chuyện dân gian ở Orkney
Theo W. Traill Dennison, những câu chuyện về selkie nữ đều tồn tại ở hầu hết các hòn đảo ở Orkney. Trong nghiên cứu của ông, có một câu chuyện kể về "Goodman of Wastness" - một người đàn ông đem lòng yêu một selkie. Anh đánh cắp lớp da của cô, buộc cô về làm vợ. Cô sinh cho anh 7 người con. Mỗi khi anh vắng nhà, selkie đều lục lọi khắp nhà để tìm lớp da hải cẩu của cô. Cuối cùng, nhờ người con út, cô đã tìm thấy lớp da được giấu mái nhà. Cô trở về với biển cả và không bao giờ trở lại nữa.
Trong câu chuyện "người vợ hải cẩu" - một phiên bản ở Deerness, đảo Mainland, Orkney, người chồng giấu tấm da hải cẩu trong chiếc rương và khóa nó lại. Tuy người vợ miễn cưỡng chấp nhận điều đó, nói rằng "tốt hơn hết không nên nhắc về tấm da nữa", nhưng khi cô tìm thấy nó, cô đem theo tấm da và rời khỏi nhà. 
Trong câu chuyện của một thuyền trưởng ở Orkney, một người đánh cá tên Alick được cho là đã lấy được vợ bằng cách lấy trộm tấm da từ một selkie. Nhân vật Alick được lấy cảm hứng từ một người quen của người kể chuyện: John Heddle của Stromness

## Những câu chuyện dân gian ở Shetland
Trong một phiên bản, selkie buộc phải trở thành vợ của người đánh cấp tấm da của cô. Trước đó, cô đã kết hôn với một selkie khác
Trong một số câu chuyện ở Shetland, một số người thường bị các selkie quyến rũ. Những kẻ thất tình ấy sẽ chẳng bao giờ quay lại đất liền. Một số câu chuyện từ Shetland có người hải cẩu thu hút đảo xuống biển ở giữa mùa hè, các thất con người không bao giờ trở về vùng đất khô.
Ở Shetland, selkie được cho là có thể biến thành người và thở dưới nước, nhưng với chiếc váy là tấm da hải cẩu của họ, họ có khả năng biến thành hải cẩu để di chuyển dọc những rặng đá ngầm. Các tấm da hải cẩu không giống nhau, mỗi tấm da là độc nhất
Hình tượng selkie trong văn hóa Shetland được mô tả chi tiết trong bản ballad The Great Silkie of Sule Skerry
'I am a man upo' da land;
I am a selkie i' da sea.
An' whin I'm far fa every strand,
My dwelling is in Shöol Skerry.'
Tạm dịch:
Ta là người bước đi trên mặt đất
Ta là selkie, ta là biển cả
Khi ta không thể trở về
Shöol Skerry là nơi ta trú ngụ
Trong câu chuyện "Con trai của Gioga", một đàn hải cẩu đang nằm nghỉ ở thì bị bắt và lột da bởi một người đánh cá đến từ Papa Stour. Không may cho người đánh cá, đây lại là các selkie, dòng máu đổ xuống của họ khiến mặt biển dậy sóng, và người đánh cá bị bỏ lại một mình giữa cơn giận dữ của biển cả. Sau đó, các selkie đã hồi phục về dạng người, nhưng họ không thể trở về đáy biển bởi thiếu những tấm da. Ollavitius rất lo lắng, bởi chàng không thể trở về với người vợ thân yêu. Tuy nhiên, mẹ chàng - Gioga, đã thỏa thuận với người đánh cá, đề nghị đưa anh về Papa Stour với điều kiện anh ta phải trả lại tấm da.. Trong một câu chuyện khác cùng cốt truyện, người đánh cá tên là Herman Perk, còn tên của người mẹ selkie thì không có tên.

## Phân bố
Những câu chuyện về người vợ selkie được đánh giá chỉ số ML 40480 theo trong hệ thống phân loại truyên dân gian nước ngoài . Những câu chuyện này được công nhận có cùng mô-típ với câu chuyện về thiếu nữ thiên nga. Có hàng trăm câu chuyện về người vợ hải cẩu được tìm thẩy từ Ireland đến Iceland. Chỉ có một câu chuyện được tìm thấy ở Na Uy bởi Christiansen.
Ở quần đảo Faroe cũng có những niềm tin tương tự về người hải cẩu và những người vợ selkie.
Hình tượng về những con hải cẩu có khả năng biến hình giống như selkie cũng tồn tại trong nhiều nền văn hóa dân gian: Một sinh vật giống như selkie tồn tại trong những huyền thoại ở Thụy Điển, người Chinook ở Bắc Mỹ cũng có câu chuyện tương tự về một cậu bé có thể biến thành hải cẩu.

## Những câu chuyện ở Iceland
Câu chuyện "Selshamurinn" ("Tấm da hải cẩu") được xuất bản bởi Jón Árnason, cũng là một câu chuyện về selkie phiên bản Iceland. Câu chuyện kể về một người đàn ông từ Mýrdalur sau khi đánh cắp một tấm da hải cẩu từ một selkie đã buộc selkie đó biến đổi thành người để lấy cô ta. Selkie đã tìm ra chìa khóa của chiếc rương trong tủ quần áo của chồng, và người phụ nữ đó cuối cùng đã được đoàn tụ với vị hôn thê của mình - một selkie nam từ một dấu để kết hôn với anh ấy sau khi chiếm hữu của cô, da dấu. Cô phát hiện ra chìa khóa vào ngực của chồng, quần áo bình thường khi ổng trang bị cho một chuyến đi chơi Giáng sinh, và con dấu người là đoàn tụ với nam dấu ai là vị hôn thê của mình đối tác.
Một câu chuyện khác như vậy đã được ghi lại bởi Jón Guðmundsson the Learned (năm 1641), và theo ông, những con dấu này là những yêu tinh sống ở biển gọi là marmennlar (mermen và nàng tiên cá). Câu chuyện của anh là về một người đàn ông tình cờ nhảy múa và ăn mừng yêu tinh trong một hang động bên đại dương. Các hang động được lót bằng da hải cẩu của yêu tinh nhảy múa. Ngay khi yêu tinh chú ý đến người đàn ông, họ vội vã hiến da và lặn trở lại đại dương. Tuy nhiên, người đàn ông có thể ăn cắp những mảnh da nhỏ nhất, trượt nó bên dưới quần áo. Chủ nhân của làn da cố gắng lấy lại làn da của cô từ người đàn ông nhưng anh ta nhanh chóng nắm lấy yêu tinh trẻ và đưa cô về nhà để làm vợ. Người đàn ông và yêu tinh ở bên nhau được hai năm, sinh ra hai đứa con, một trai và một gái, nhưng yêu tinh không có tình yêu với người đàn ông. Trong thời gian này, chồng yêu tinh của người phụ nữ trước đây bơi dọc theo bờ biển bởi nhà của cặp vợ chồng. Một ngày nọ, người phụ nữ yêu tinh tìm thấy làn da của mình, và bỏ chạy, không bao giờ được nhìn thấy nữa.

Bức tượng selkie ở Mikladalur

## Đứa con của con người và Selkie
Trong nhiều phiên bản của những truyền thuyết Selkie, những đứa trẻ được sinh ra giữa Selkie và con người, có những đặc điểm thể chất nhất định khiến chúng khác biệt với những đứa trẻ bình thường.
Trong cuốn sách The People of the Sea của David Thomson , ghi lại những truyền thuyết nổi tiếng xung quanh Hải cẩu Xám trong văn hóa dân gian của các cộng đồng Scotland và Ailen ở nông thôn, đó là những đứa trẻ của Selkie nam và phụ nữ loài người. Chúng có màng chân và màng tay. Khi màng bị cắt đi, một sự phát triển thô và cứng diễn ra thay thế vị trí đó.
Trong cuốn sách "Văn hóa dân gian của Orkney và Shetland" của Ernest W. Marwick, ông đã trích dẫn một câu chuyện về một người phụ nữ sau khi yêu một người đàn ông Selkie, đã sinh một đứa con trai với khuôn mặt hải cẩu.
Một nhóm hậu duệ của Selkie, cũng được Marwick nhắc đến, sở hữu một làn da màu xanh trắng và nứt nẻ ở một số nơi trên cơ thể. Những vết nứt này thường toát ra mùi tanh.

## Các tác phẩm hiện đại
Nhà thơ người Scotland George Mackay Brown đã sáng tác một tác phẩm hiện đại, có tựa đề "Sealskin" (Tấm da hải cẩu).

## Trong văn hóa hiện đại
Selkies - hoặc các sinh vật gần giống như họ, đã xuất hiện trong nhiều tiểu thuyết, bài hát và phim, mặc dù mức độ phản ánh những truyền thuyết rất khác nhau. Những tác phẩm lấy truyền thuyết về Selkie làm chủ đề trung tâm gồm có:
- A Stranger Came Ashore - cuốn tiểu thuyết dành cho thiếu niên của một tác giả người Scotland Mollie Hunter. Lấy bối cảnh trên quần đảo Shetland ở phía bắc Scotland, cốt truyện xoay quanh một cậu bé phải bảo vệ em gái mình khỏi Selkie vĩ đại.
- Song of the Sea - bộ phim hoạt hình Ailen kể về một cậu bé phải vượt qua nỗi đau mất đi người mẹ selkie, câu cũng oán giận em gái mình, cho rằng cô là lý do khiến mẹ ra đi.
- The Secret of Roan Inish, một bộ phim Mỹ/Ailen độc lập năm 1994 dựa trên tiểu thuyết Bí mật của Ron Mor Skerry, của tác giả Rosalie K. Fry. Câu chuyện của bộ phim kể về một cô gái trẻ khám phá bí ẩn về tổ tiên Selkie của gia đình cô và mối liên hệ của nó với người anh trai đã mất.
- Selkie, một bộ phim truyền hình 2000 của Úc.

## Liên quan
- Finfolk
- Kelpie
- Người cá
- Merman
- Nix
- Undine